# Can't Do a Thing (To Stop Me)
Can't Do a Thing (To Stop Me) is een nummer van de Amerikaanse zanger Chris Isaak uit 1993. Het is de eerste single van zijn vierde studioalbum San Francisco Days.
Het nummer flopte in Amerika, maar werd wel een klein hitje in het Verenigd Koninkrijk en Nederland. In de Nederlandse Top 40 haalde het nummer een bescheiden 34e positie.